# Cour Saint-Georges
La Cour Saint-Georges (Sint-Jorishof en néerlandais) est un édifice de style gothique situé au centre de la ville de Gand, dans la province de Flandre-Orientale en Belgique.
Le bâtiment a abrité le local, la chapelle et le terrain de tir de la confrérie des arbalétriers de Saint-Georges (kruisboogschuttersgilde Sint-Joris) jusqu'à la Révolution française.

## Localisation
La Cour Saint-Georges se dresse à l'angle de la place du Marché au beurre (Botermarkt) et de la rue Hoogpoort, face à la maison de la Keure, qui est la partie gothique de l'Hôtel de ville de Gand.

## Historique

### Historique de la  confrérie de Saint-Georges
La ville de Gand possédait autrefois 4 chefs-confréries : la confrérie de Saint-Georges (arbalétriers), la confrérie de Saint-Sébastien (archers), la confrérie de Saint-Michel (escrimeurs) et la confrérie de Saint-Antoine (arquebusiers).
La confrérie de Saint-Georges était la plus ancienne et la plus importante. Il est impossible de fixer avec précision la date à laquelle elle fut fondée officiellement comme corporation militaire mais, d'après les archives et les annales de la guilde, les confrères de Saint-Georges, conduits par les comtes de Flandre, prirent part dès le XIe siècle aux croisades et firent flotter leur bannière sur les murs de Constantinople, d'Antioche et de Jérusalem.
L'introduction dans les armées des arquebuses et des canons diminua grandement l'importance des guildes d'arbalétriers comme corps militaires, mais les arbalétriers continuèrent cependant à figurer sur les champs de bataille jusqu'à la fin du XVe siècle.
La confrérie de Saint-Georges finit par ne plus être qu'une association consacrée à l'exercice de l'arbalète à titre de simple divertissement. 
Le déclin des guildes était tel qu'elles furent supprimées en 1703 par une ordonnance de l'autorité mais, en 1727, un décret de l'empereur Charles VI rétablit l'ancienne guilde de Saint-Georges et, en 1730, les échevins de Gand lui octroyèrent un nouveau règlement.
Ces associations, autrefois si riches et si puissantes, subsistent encore de nos jours comme simples sociétés d'agrément.

### Historique de la Cour Saint-Georges
En 1342, la confrérie des arbalétriers de Saint-Georges avait son local et son champ de tir sur un terrain situé près du petit béguinage, en dehors du centre de Gand.
En 1381, elle vint s'établir en plein centre ville, en face de la maison échevinale (Hôtel de ville de Gand), à l'angle de la rue Hoogpoort et de la place du Marché au Beurre (Botermarkt), sur un terrain qui abritait jusqu'alors la première halle aux draps, qui était en bois.
À partir de 1450 des acquisitions et des constructions vinrent agrandir et modifier le bâtiment de la confrérie, qui fut définitivement achevé au début du XVIe siècle.
Connu encore aujourd'hui sous le nom de Cour Saint-Georges ou Sint-Jorishof, ce bâtiment a été érigé principalement entre 1468/1469 et 1477,.
Au rez-de-chaussée se trouvait la chapelle et au premier étage la salle de réunion (Gulde-Camer) à laquelle menaient un perron gothique et un escalier.
Le terrain de tir de la guilde s'étendait jusqu'au beffroi, et était longé par une galerie couverte construite en pierre bleue, qui fut convertie en Halle aux Toiles en 1737.
Au cours du XIXe siècle, les façades furent plâtrées, à l'exception de la partie supérieure de la façade de la place du Marché au Beurre ; les croisées avaient été enlevés des fenêtres et les petites lucarnes en bois avaient disparu mais le bâtiment fut restauré en 1911-1912 sous la direction de H. Geirnaert. Lors de cette restauration, on ajouta la balustrade à remplage qui orne la base du pignon à gradins ainsi que la statue de saint Georges qui couronne le pignon.

## Statut patrimonial
La Cour Saint-Georges est classée comme monument historique depuis le 13 octobre 1943 et figure à l'inventaire du patrimoine immobilier de la Région flamande sous la référence 24548.

## Architecture

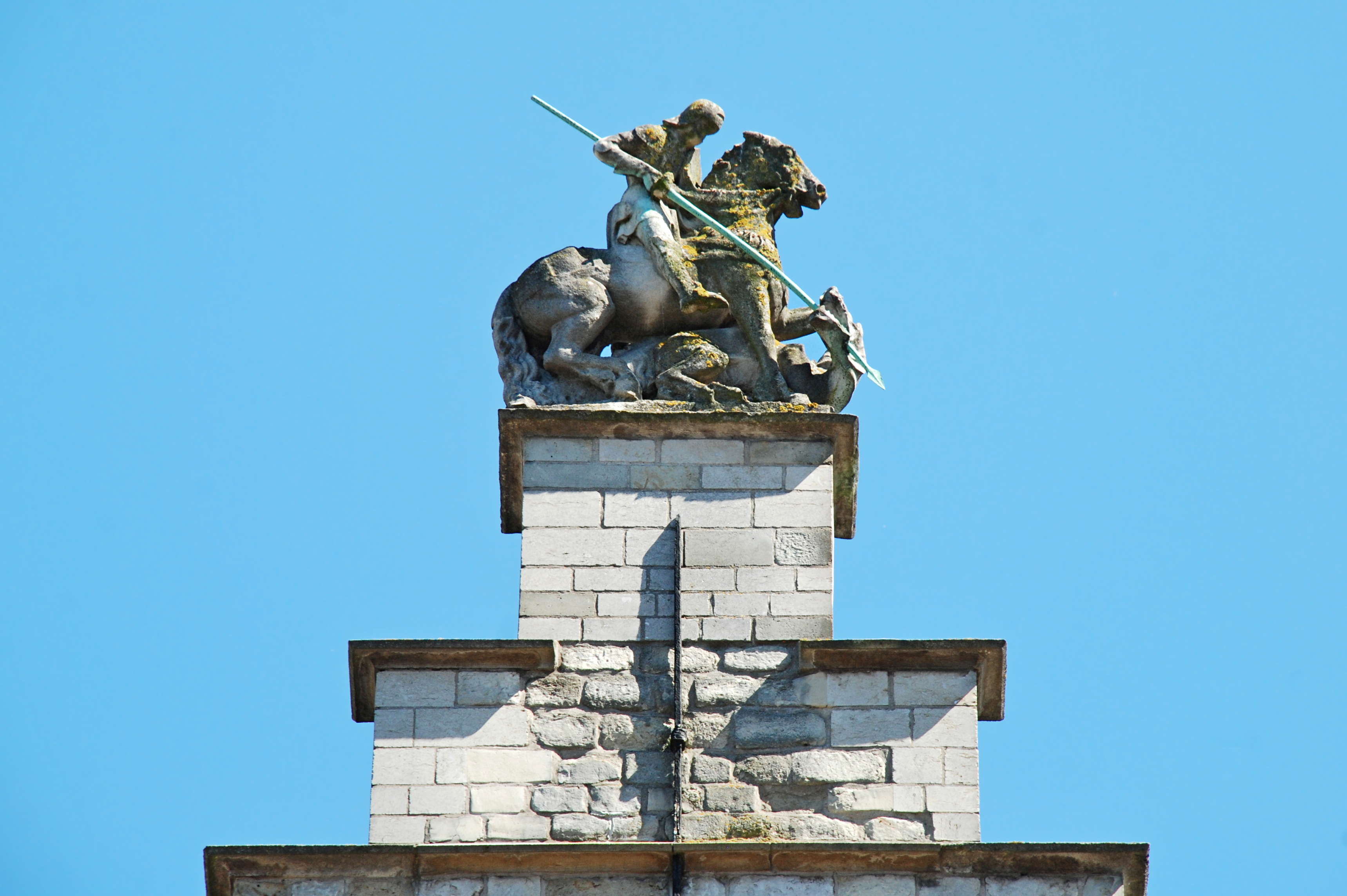
La statue de saint Georges qui surmonte le pignon.

Du côté de la place du Marché au Beurre (Botermarkt), le bâtiment présente une façade en grès de quatre travées et trois étages, segmentée par de puissants cordons de pierre et surmontée d'un pignon à gradins.
Le rez-de-chaussée est percé de deux portes à arc surbaissé en position centrale, et de deux hautes fenêtres tripartites.
Les deux étages sont percés respectivement de fenêtres à meneau et de fenêtres à croisée.
La façade se termine par un pignon à gradins de cinq registres précédé de la balustrade gothique ajourée ajoutée lors de la restauration de 1912. Cette façade, soutenue par trois ancres de façade, est percée d'une grande baies ogivale à trois lancettes et à remplage, protégée par un larmier en saillie. Le dernier gradin du pignon supporte une statue de saint Georges, le patron de la confrérie, également ajoutée lors de la restauration de 1912.
La façade de la rue Hoogpoort est composée de deux parties comptant respectivement sept et huit travées. La partie qui compte sept travées serait la plus ancienne et daterait de 1469. Elle comporte une grande porte cochère à arc en anse de panier, une porte rectangulaire et deux niveaux de fenêtres à croisée entre lesquels on peut admirer les écussons armoriés de Gand, des Flandres, de l'Autriche, de la Bourgogne, de l'Espagne et de la corporation de Saint-Georges. La partie qui compte huit travées est très semblable mais elle est percée d'une petite porte cintrée au lieu d'une grande porte cochère, et est surmontée de deux lucarnes en pierre.

Façade de la place du Marché au Beurre (Botermarkt)
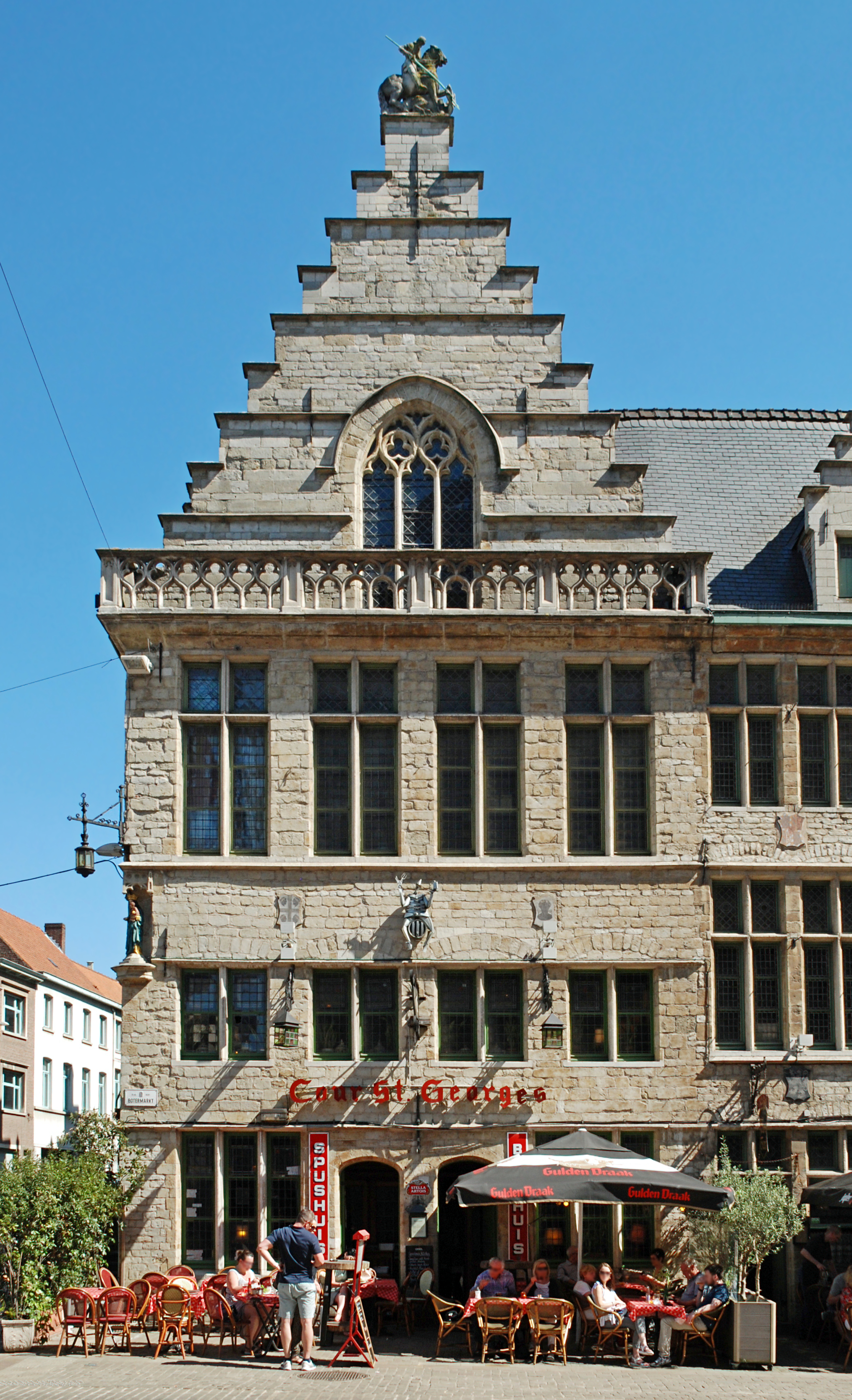
Façade Botermarkt.
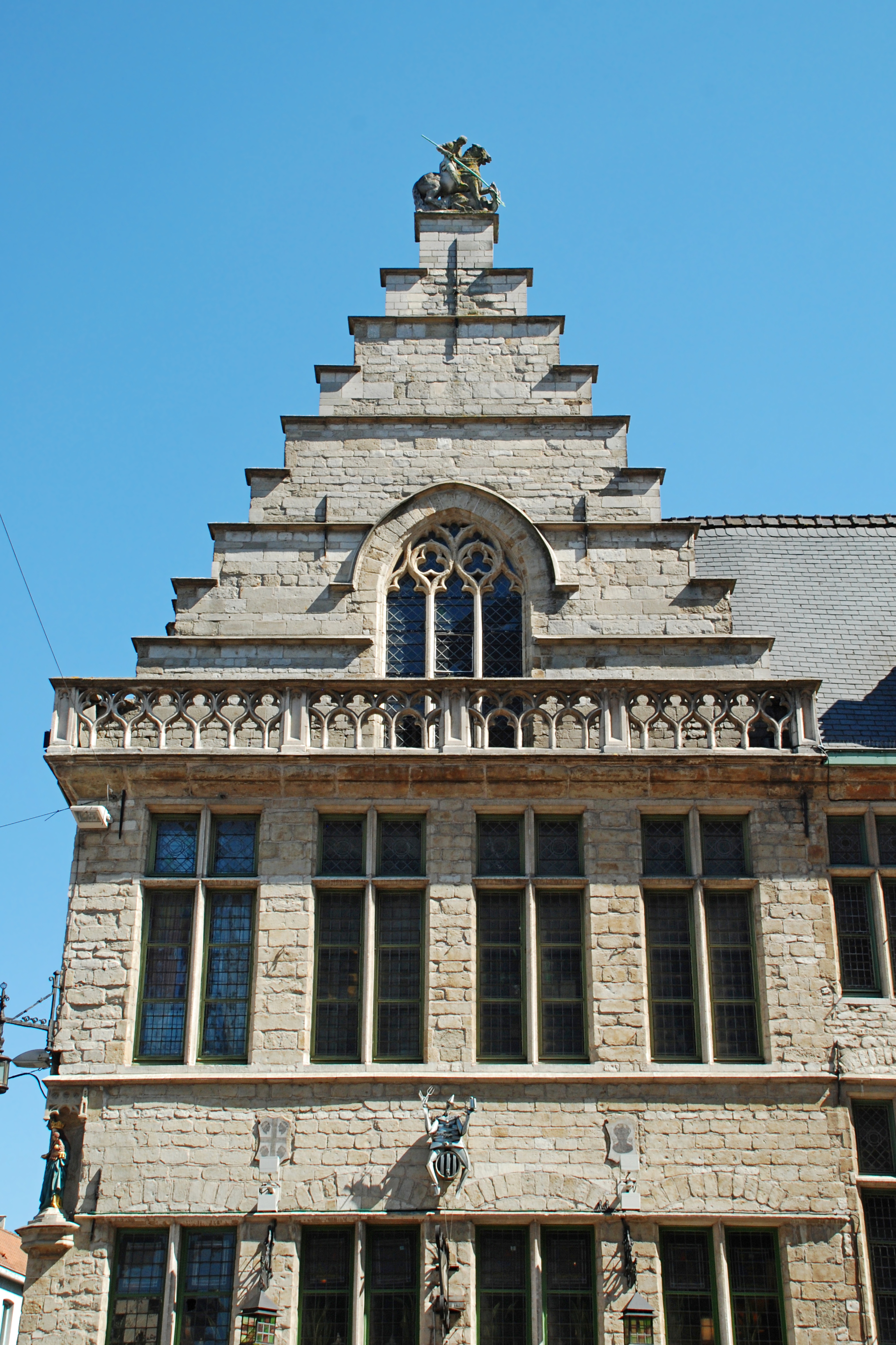
Étage et pignon.
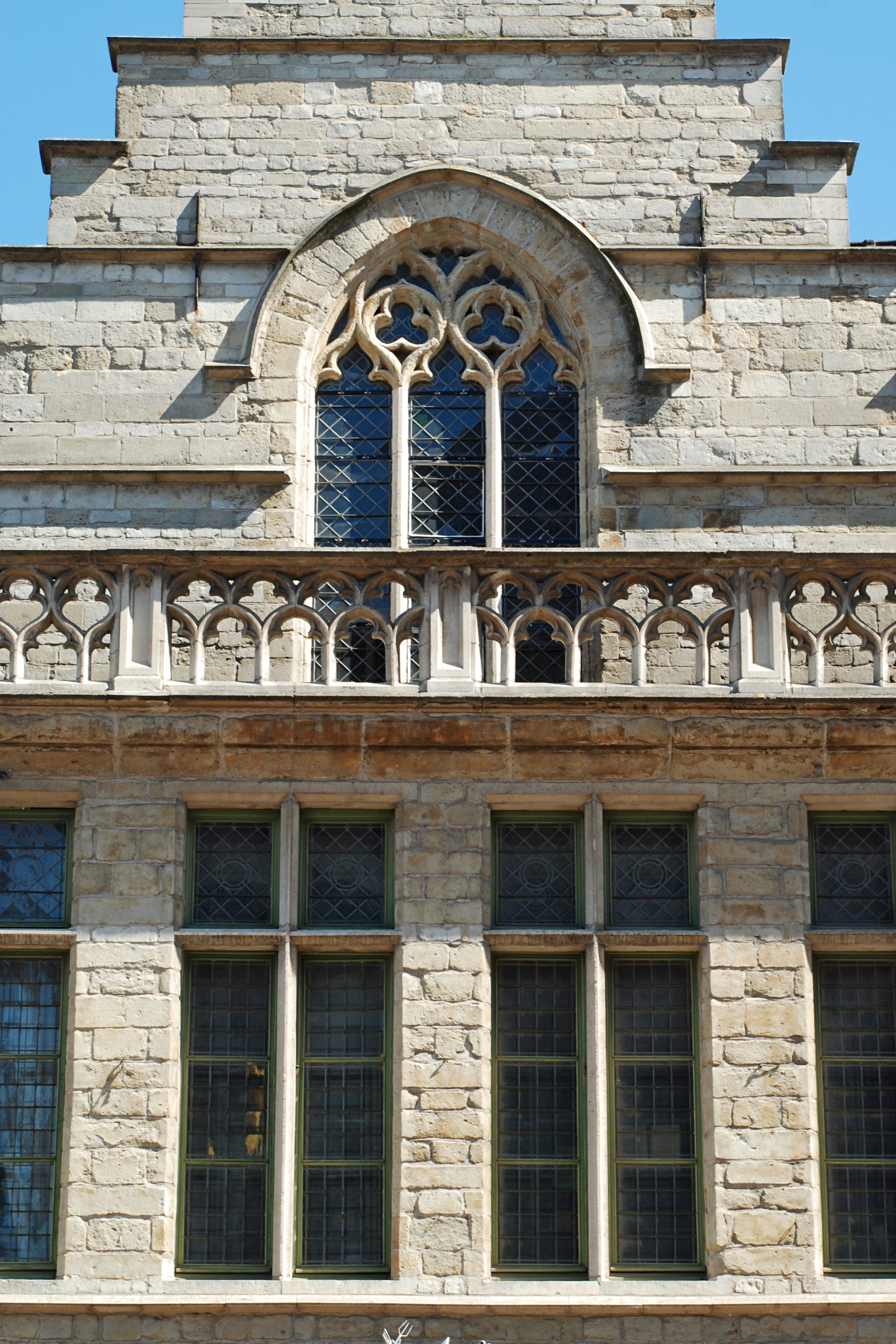
Baie ogivale.